# Noel (Missouri)
Pour les articles homonymes, voir Noël (homonymie).
La ville de Noel est située dans le comté de McDonald, dans le sud-ouest de l'État du Missouri, aux États-Unis.

## Géographie
La ville de Noel est située à la limite des deux États voisins de l'Arkansas et de l'Oklahoma. La ville est traversée par la rivière Elk.

## Histoire
La localité a été fondée par une famille de colons dénommée Noel et qui étaient éleveurs et entrepreneurs, fondateurs d'une scierie.
Dans les années 1940, la chanteuse et actrice américaine Kate Smith conta des histoires de Noël sur les ondes radiophoniques durant les fêtes de Noël. Elle entendit parler d'une pratique locale entreprise dans les années 1930, par les postiers de la ville de Noel, d'envoyer des lettres tamponnées avec le cachet Noel. Elle popularisa l'envoi, chaque année, de milliers de lettres pour le père Noël, postées vers le bureau de poste de cette ville, afin que les destinataires aient le cachet de la poste indiquant « Noel, Missouri. - The Christmas City in the Ozark Vacation Land ».